# لری لیورمور
لارنس هیز (به انگلیسی: Lawrence Hayes) معروف به لری لیورمور (به انگلیسی: Larry Livermore)، (زادهٔ ۲۸ اکتبر ۱۹۴۷) یک خواننده، موسیقی دان، تهیه کنندهٔ موسیقی آمریکایی است.